# Diekhusen-Fahrstedt
Diekhusen-Fahrstedt – miejscowość i gmina w Niemczech, w kraju związkowym Szlezwik-Holsztyn, w powiecie Dithmarschen, wchodzi w skład urzędu Marne-Nordsee.